# Leopold Trepper
Leopold Zakharovitch Trepper (Nowy Targ (Áustria-Hungria), 23 de fevereiro de 1904 – Jerusalém, 19 de janeiro de 1982) foi um comunista polaco, participante no movimento de resistência alemã e espião soviético. Também foi conhecido pelos nomes "Leiba Domb" e "Jean Gilbert".

## Biografia
Trepper nasceu em Nowy Targ, na Galícia polaca, numa família de judeus. Desde a sua juventude, militou na organização juvenil sionista Hachomer Hatzaïr. Em 1920, é nomeado para a direção desse movimento, abandona os estudos e torna-se aprendiz de relojoeiro. Mas em 1921, desloca-se junto com a sua família à Dabrowa Górnicza, na região da Silésia, onde começa a trabalhar como operário. Em 1923, participará já ativamente na greve geral de Cracóvia, durante a qual é arrestado antes de abandonar o país.
Em 1924, Trepper abandona a Polónia, constituída recentemente (1917) e viaja à Palestina com uma dezena de camaradas. Em 1925, adere ao Partido Comunista Palestiniano com o objetivo de unir judeus e árabes contra a ocupação militar britânica. Depois de um arresto, desloca-se para a URSS, onde é recrutado pelo GRU, o departamento de espionagem militar soviético. Após a sua formação, é enviado a Paris, onde contata com o Partido Comunista Francês e funda um semanário em língua iídiche: Die Morgen.
A partir de 1938, configurou uma rede de informação entre a Bélgica e a França ajudado por alguns companheiros que conhecera na sua época na Palestina, nomeadamente com Hillel Katz. A finalidade da rede era atingir informação sobre os movimentos internos do Terceiro Reich e da Resistência alemã. Alguns meses antes do ataque alemão contra a URSS, Trepper - como outros espiões soviéticos como Richard Sorge - conseguira já enviar informes para Moscovo sobre a data e as características da Operação Barbarossa - Stalin considerou todas aquelas informações propaganda britânica e não lhes deu qualquer credibilidade.
Ademais, desde a França, Trepper organizou também uma organização de resistência particularmente eficaz, a Orquestra vermelha, que operou na França, na Bélgica, na Suíça, em Dinamarca, nos Países Baixos e no interior da Alemanha, junto com Harro Schulze-Boysen e Avid Harnak. Porém, o grupo será desmantelado pela Abwehr (a inteligência alemã) durante o ano 1942. Nesse mesmo ano, em 16 de novembro, Trepper foi arrestado e interrogado pela Gestapo, que o obrigou a revelar a maior parte dos seus contatos e a fazer de agente duplo. Todavia, Trepper conseguiu informar a GRU da nova situação e continuar a trabalhar para a URSS ao tempo que fazia crer aos alemães que trabalhava para o Terceiro Reich. Naquela altura, o Kriminalrat Heinz Pannwitz tinha desenvolvido um plano, denominado Funkspiel para intoxicar as informações que chegavam a Moscovo baseando-se na ambiguidade de possíveis negociações de paz. Trepper conseguiu enviar informações sobre o plano a Moscovo através de um transmissor do Partido Comunista Francês.
Em 1943, Trepper fugiu do controlo da Gestapo ao refugiar-se em Bourg-la-Reine (França), ajudado por Suzanne e Claude Spaak, para depois reaparecer como membro da resistência francesa depois da liberação de Paris.
Após o fim da Segunda Guerra Mundial, as autoridades soviéticas fizeram-no regressar à URSS, onde é encerrado na Lubianka e processado, chegando a salvar-se da pena de morte só graças à intervenção de amigos bem situados na hierarquia stalinista. Porém, permaneceu em prisão até 1955. Depois da sua liberação, regressou à Polónia, onde teve três filhos e dirigiu uma associação cultural judia. Sem embargo, depois da Guerra dos Seis Dias e do aumento do antissemitismo na Polónia, Treper decidiu emigrar a Israel em 1974. Em 1975 publicou a sua autobiografia, intitulada em francês Le grand jeu ("O grande jogo").
Leopold Trepper morreu em Jerusalém em 1982.